# Gaoligonga zhusun
Gaoligonga zhusun là một loài nhện trong họ Mysmenidae.
Loài này thuộc chi Gaoligonga. Gaoligonga zhusun được miêu tả năm 2009 bởi Miller, Griswold & Yin.